# Пфаффово уравнение
Пфа́ффово уравнение — уравнение вида {\displaystyle \omega =0}, где {\displaystyle \omega } — дифференциальная 1-форма (пфаффова форма) на касательном расслоении многообразия {\displaystyle M^{n}} размерности {\displaystyle n}. Названы в честь немецкого математика Иоганна Фридриха Пфаффа.
Если на многообразии {\displaystyle M^{n}} введены (локальные) координаты {\displaystyle x=(x_{1},\ldots ,x_{n})}, то пфаффово уравнение (локально) имеет вид 
{\displaystyle a_{1}(x)\,dx_{1}+a_{2}(x)\,dx_{2}+\cdots +a_{n}(x)\,dx_{n}=0,}
где {\displaystyle a_{i}(x)} — скалярные функции, заданные на {\displaystyle M^{n}}.
Простейшим примером является дифференциальное уравнение первого порядка, записанное в так называемой симметричной форме: 
{\displaystyle P(x,y)\,dx+Q(x,y)\,dy=0,\quad x,y\in \mathbb {R} }.

## Пфаффова система
Пфа́ффова система (система пфаффовых уравнений) — система уравнений вида 
{\displaystyle \omega _{1}=0,\omega _{2}=0,\ldots ,\omega _{m}=0}, где {\displaystyle \omega _{i}} — дифференциальные 1-формы на касательном расслоении многообразия {\displaystyle M^{n}} размерности {\displaystyle n}. В координатах пфаффова система имеет вид
{\displaystyle \left\{{\begin{matrix}a_{11}(x)\,dx_{1}+a_{12}(x)\,dx_{2}+\cdots +a_{1n}(x)\,dx_{n}&=0\\a_{21}(x)\,dx_{1}+a_{22}(x)\,dx_{2}+\cdots +a_{2n}(x)\,dx_{n}&=0\\\dots \dots \dots \dots \dots \dots \dots \dots \dots \dots \dots \dots \dots \\\dots \dots \dots \dots \dots \dots \dots \dots \dots \dots \dots \dots \dots \\a_{m1}(x)\,dx_{1}+a_{m2}(x)\,dx_{2}+\cdots +a_{mn}(x)\,dx_{n}&=0.\\\end{matrix}}\right.\qquad \qquad (*)}
Рангом пфаффовой системы в точке {\displaystyle x=(x_{1},\ldots ,x_{n})} называется число {\displaystyle r(x)},  равное рангу матрицы {\displaystyle (a_{ij}(x))}. Обычно бывает {\displaystyle r(x)<n}.
Пфаффова система (*) задаёт в касательном пространстве {\displaystyle T_{x}M^{n}} векторное подпространство размерности {\displaystyle n-r(x)}, которое называется допустимым подпространством в данной точке. Построенное таким образом поле допустимых подпространств на {\displaystyle M^{n}} называется распределением, соответствующим пфаффовой системе (*). В частности, при {\displaystyle r(x)\equiv n-1} распределение является полем направлений на {\displaystyle M^{n}}, при {\displaystyle r(x)\equiv n-2} распределение является полем двумерных плоскостей, а при {\displaystyle r(x)\equiv 1} распределение является полем гиперплоскостей.
Пфаффовы системы являются обобщением обыкновенных дифференциальных уравнений (ОДУ) первого порядка: выбрав среди координат {\displaystyle x_{1},\ldots ,x_{n}} одну (например, {\displaystyle x_{n}}) в качестве «независимой переменной» и разделив уравнения системы (*) на {\displaystyle dx_{n}}, получаем систему ОДУ первого порядка:
{\displaystyle \left\{{\begin{matrix}a_{11}(x)\,x_{1}'+a_{12}(x)\,x_{2}'+\cdots +a_{1n-1}(x)\,x_{n-1}'+a_{1n}(x)&=0\\a_{21}(x)\,x_{1}'+a_{22}(x)\,x_{2}'+\cdots +a_{2n-1}(x)\,x_{n-1}'+a_{2n}(x)&=0\\\dots \dots \dots \dots \dots \dots \dots \dots \dots \dots \dots \dots \dots \\\dots \dots \dots \dots \dots \dots \dots \dots \dots \dots \dots \dots \dots \\a_{m1}(x)\,x_{1}'+a_{m2}(x)\,x_{2}'+\cdots +a_{mn-1}(x)\,x_{n-1}'+a_{mn}(x)&=0,\\\end{matrix}}\right.\qquad \qquad (**)}
где {\displaystyle x_{i}'=dx_{i}/dx_{n}}.
Геометрически, переход от системы (*) к системе (**) означает переход от однородных координат {\displaystyle (dx_{1},\ldots ,dx_{n})} к неоднородным координатам в проективизированных касательных пространствах к многообразию {\displaystyle M^{n}}.

## Интегрирование пфаффовых систем
Основная задача, связанная с пфаффовыми системами, состоит в нахождении их интегральных поверхностей — поверхностей (подмногообразий) размерностей {\displaystyle 1,2,\ldots ,n-1} в многообразии {\displaystyle M^{n}}, на которых удовлетворяются все уравнения системы (*). Геометрически это означает, что интегральная поверхность {\displaystyle S} в каждой точке касается допустимого подпространства, задаваемого системой (*), т. е. касательное пространство к {\displaystyle S} содержится в допустимом подпространстве системы (*).
Пфаффова система (*) постоянного ранга {\displaystyle m<n} называется вполне интегрируемой, если через каждую точку многообразия {\displaystyle M^{n}} проходит интегральная поверхность {\displaystyle S_{n-m}} максимально возможной размерности {\displaystyle n-m}.
В окрестности любой точки вполне интегрируемая система ранга {\displaystyle m<n} с помощью выбора подходящих локальных координат на многообразии {\displaystyle M^{n}} приводится к каноническому виду 
{\displaystyle dx_{1}=0,\ dx_{2}=0,\,\ldots ,\,dx_{m}=0.}
Необходимое и достаточное условие полной интегрируемости даёт теорема Фробениуса. В применении к пфаффовой системе (*) это условие можно выразить следующим образом:
{\displaystyle \omega _{1}\wedge \dots \wedge \omega _{m}\wedge d\omega _{i}=0\quad \ i=1,\ldots ,m,\qquad \qquad (***)}
где {\displaystyle d\omega _{i}} означает внешний дифференциал 1-формы и {\displaystyle \wedge } означает внешнее произведение форм.

## Примеры
- Пфаффово уравнение {\displaystyle \omega =dx_{1}+dx_{2}+dx_{3}=0} вполне интегрируемо: его интегральные поверхности — плоскости {\displaystyle x_{1}+x_{2}+x_{3}=c} в трёхмерном пространстве. С помощью замены {\displaystyle {\tilde {x}}_{1}=x_{1}+x_{2}+x_{3}} это уравнение приводится к каноническому виду {\displaystyle d{\tilde {x}}_{1}=0.} Условие (***) теоремы Фробениуса в этом случае, очевидно, выполнено, так как {\displaystyle d\omega =0.}

- Пфаффово уравнение {\displaystyle \omega =x_{3}\,dx_{1}+dx_{2}=0} не является вполне интегрируемым. В этом случае {\displaystyle d\omega =dx_{3}\wedge dx_{1}} и условие (***) теоремы Фробениуса не выполнено:

{\displaystyle \omega \wedge d\omega =(x_{3}\,dx_{1}+dx_{2})\wedge (dx_{3}\wedge dx_{1})=dx_{1}\wedge dx_{2}\wedge dx_{3}\neq 0.}